# Megalycinia serraria
Megalycinia serraria is een vlinder uit de familie spanners (Geometridae). De wetenschappelijke naam is voor het eerst geldig gepubliceerd in 1882 door A. Costa.
De soort komt voor in Europa.